# Trdota po Rockwellu
 Trdota po Rockwellu (po standardu SIST EN ISO 6508-1: 2000) je ena od metod za merjenje trdote trdih snovi. Vrednost je brezrazsežno število. Uporablja se predvsem v strojništvu in metalurgiji.
Obstajata dve metodi: HRb in HRc.
- HRb (od »ball« - kroglica)

V površino se vtisne kroglica premera 1/16" (1,5875 mm) s silo 100 N. To je izhodišče za meritev. Kroglica se obremeni z dodatnimi 900 N do 1000 N. Nato se ta dodatna obremenitev sprosti in pri osnovni obremenitvi 100 N izmeri za koliko je vtisnjena kroglica v mm. 
Trdota HBb = 130 - 500 h, kjer je h globina vtisa v mm.
- HRc (od »cone« - stožec)

V površino se vtisne diamatni stožec s kotom 120° s silo 100 N. To je izhodišče za meritev. Stožec se obremeni z dodatnimi 1400 N do 1500 N. Nato se ta dodatna obremenitev sprosti in pri osnovni obremenitvi 100 N izmeri za koliko je vtisnjen stožec v mm. 
Trdota HRc = 100 - 500 h, kjer je h globina vtisa v mm.
Pri obeh metodah mora biti debelina preskušanca najmanj 8-krat večja od h.
Prednost je, da je preizkus lahko izvesti, slabost pa, da ni zelo natančen.